# Кристофере Робине, где си?
Кристофере Робине, где си? (енгл. Christopher Robin) амерички је играни/анимирани фантастично-драмедијски филм из 2018. године, редитеља Марка Форстера и сценариста Алекса Роса Перија, Тома Макартија и Алисон Шредер, из приче Грега Брукера и Марка Стивена Џонсона. Филм је инспирисан дечјим књигама Вини Пу, аутора А. А. Милна и Е. Х. Шепарда, а прати играну/CGI Disney-јеву истоимену франшизу. Главне улоге играју Јуан Макгрегор као Кристофер Робин, Хејли Атвел као његова супруга Евелин, Бронте Кармајкл као њихова ћерка Мадлин Робин и Марк Гатис као као Кристоферов шеф, док гласове позајмљују Џим Камингс (понавља своје улоге као Вини Пу и Тигар), Бред Гарет (понавља своје улоге као Иар), Ник Мохамед, Питер Капалди, Софи Оконедо, Сара Шин и Тоби Џоунс. Прича прати одраслог Кристофера Робина који губи осећај маште, док се поново споја са својим старим плишаним пријатељима, укључујући и Винија Пуа.
Планови игране адаптације франшизе Вини Пу најављени су у априлу 2015. године, а Форстер је потписан за редитеља у новембру 2016. Макрегор је потписан као Кристофер Робин у априлу 2017. године, а снимање је почело у августу исте године у Уједињеном Краљевству, трајавши до новембра.
Премијера филма била је 30. јула 2018. године у Бербанку. Филм је издат 3. августа 2018. године у Сједињеним Државама, дистрибутера Walt Disney Studios Motion Pictures. Филм је издат 16. августа 2018. године у Србији, дистрибутера Taramount Film-а. Зарадио је преко 197 милиона долара широм света, поставши филм са највећом зарадом у Disney-јевој франшизи Вини Пу, надмашивши филм Тигров филм из 2000. године. Филм је добио углавном позитивне критике критичара, који су похвалили његове наступе, музичку партитуру и визуелне ефекте. Филм је добио номинацију за Оскара за најбоље визуелне ефекте на 91. додели Оскара.

## Радња
Кристофер Робин одлази у интернат, па му пријатељи – Вини Пу, Тигар, Праслин, Иар, Кенга, Ру, Сова и Зека – приређују опроштајну забаву. Кристофер теши Пуа и говори му да га никада неће заборавити.
Кристоферова тешка искуства у интернату и изненадна очева смрт приморали су га да брзо сазри и он убрзо заборавља своје пријатеље. Одраста, ожени се архитектом Евелин, има кћерку по имену Мадлин и служи у британској војсци током Другог светског рата. Након рата ради као директор за ефикасност у Winslow Luggages-у. Занемарује своју породицу због свог захтевног посла и планира да пошаље Мадлин у интернат, баш као што је и он послан у интернат. Будући да је предузеће у тешким временима, Кристоферов надређени, Џајлс Винслоу Млађи, каже му да смањи расходе за 20%, углавном одабиром запослених који ће отпустити и представљањем свог плана у понедељак. Због тога Кристофер пропушта да се придружи својој породици у њиховој сеоској викендици у Сасексу за викенд којим се завршава лето.
Када се Пу следећег јутра пробуди и не може да пронађе своје пријатеље, одлучује да отпутује кроз врата кроз која се зна да је Кристофер Робин изашао и нашао се у Лондону. Поново се састаје са Кристофером, који је шокиран када види Пуа, али га води назад у своју кућу у Лондону. Након ноћи и јутра у хаосу, Кристофер прати Пуа назад до Сасекса следећим возом.
Након што су се провукли поред Кристоферове колибе, њих двојица улазе у Пуову шуму. Кристофер постаје огорчен Пуовом одсутношћу. Пу, у покушају да врати Кристоферов компас, упада у Крисоферову актовку и његови се папири падају на тло. Побеснели Кристофер виче на Пуа, изјављујући да више није дете, пре него што се раздвоје у магли. Он упада у Слонгегову замку, коју поплаве кише, натапајући њега и његове ствари.
Кристофер се среће са Иаром и Праслином, који га одводе до осталих, скривајући се у балвану из страха од Слонгега (што се испоставља да је шкрипање зарђалог ветроказа из Совине куће након што га је ветар срушио са дрвета док су пили чај). У немогућности да убеди своје пријатеље да је он заиста Кристофер Робин, претвара се да је победио Слонгега да их убеди. Победивши Слонгега, Кристофер коначно убеди своје пријатеље да је он Кристофер Робин, а они га радосно поздрављају. Када се поново састану са Пуом, Кристофер се извињава што се раније узнемирио и говори му како се осећа изгубљено. Пу му опрашта, подсећајући Кристофера да су се нашли и теши га загрљајем. Следећег јутра, Кристофер јури из шуме да направи своју презентацију, након што му Тигар преда актовку. На путу наилази на своју породицу, али на велико разочарење Мадлин, одлази у Лондон.
Пу схвата да је Тигар уклонио Кристоферову папирологију приликом сушења актовке, па Пу, Тигар, Праслин и Иар одлучују да је врате. Упознају Мадлин која их препознаје по очевим цртежима. Мадлин им се придружује, желећи да одврати оца од интерната, а они се укрцавају на воз за Лондон. Евелин их прати након што је открила поруку коју је Мадлин оставила. На свом излагању, Кристофер открива да његова актовка садржи предмете из шуме које му је Тигар дао, укључујући Иаров реп. Евелин стиже и Кристофер јој се придружује у потрази за Мадлин. Мадлинина група се склонила у сандуке, али Тигар, Иар и Праслин су случајно испали напоље и притом наилазе на Кристофера и Евелин. Пу и Мадлин стижу близу зграде Винслоуових и поново се састају са Кристофером и осталима, али Мадлин случајно саплиће на степеницама и губи све папире осим једног, што је узнемирило њу и Пуа. Кристофер уверава Мадлин у њену важност за њега и говори јој да је неће послати у интернат.
Користећи један папир који је Мадлин спасила, Кристофер импровизује нови план који укључује смањење цена пртљага, продају њиховог пртљага обичним људима како би се повећала потражња и давање запосленицима плаћеног одсуства. Винслоу Млађи одбацује идеју, али се Винслоу Старији залаже за њу и пристаје на план. Винслоу Млађи је понижен јер Кристофер истиче да он није ништа допринео плану, пошто је цео викенд играо голф.
Цхристопхер, заједно са Пуом, Тигром, Иаром и Праслином, коначно води своју породицу у њихову шуму да се упознају са осталим пријатељима. Док се сви опуштају на пикнику, Пу и Кристофер Робин заједно имају нежан тренутак.
У средњој сцени завршне шпице, радници Винслоуових се виде како се забављају на плажи, док Ричард М. Шерман свира „Busy Doing Nothing” на клавиру. Пу, Тигар, Праслин и Иар опуштају се на лежаљкама за плажу уз Иара који каже „Хвала што сте ме приметили”.

## Улоге

### Игране
| Улога                 | Глумац              |
| --------------------- | ------------------- |
| Кристофер Робин       | Јуан Макгрегор      |
| Евелин Робин          | Хејли Атвел         |
| Мадлин Робин          | Бронте Кармајкл     |
| Џајлс Винслоу Млађи   | Марк Гатис          |
| Џајлс Винслоу Старији | Оливер Форд Дејвис  |
| Кетрин Дејн           | Ронке Адеколуеџо    |
| Хал Голсворти         | Адријан Скарборо    |
| Ралф Батерворт        | Роџер Ештон-Грифитс |
| Пол Хејстингс         | Кен Нвосу           |
| Метју Лидбетер        | Џон Даглиш          |
| Џоун Макмилан         | Аманда Лоренс       |
| Дафни де Селинкорт    | Кејти Кармајкл      |
| А. А. Милн            | Тристан Стерок      |
| Сесил Хангерфорд      | Пол Чахиди          |
| полицајац Боби        | Мет Бери            |
| таксиста              | Сајмон Фарнаби      |
| продавац новина       | Макензи Крук        |
| девојчица             | Клара Макгрегор     |

### Гласовне
| Улога   | Оригинални глас |
| ------- | --------------- |
| Вини Пу | Џим Камингс     |
| Тигар   | Џим Камингс     |
| Иар     | Бред Гарет      |
| Праслин | Ник Мохамед     |
| Зека    | Питер Камаплди  |
| Кенга   | Софи Оконедо    |
| Ру      | Сара Шин        |
| Сова    | Тоби Џоунс      |